# 江尖大桥
31°35′10″N 120°17′09″E / 31.58623°N 120.28581°E

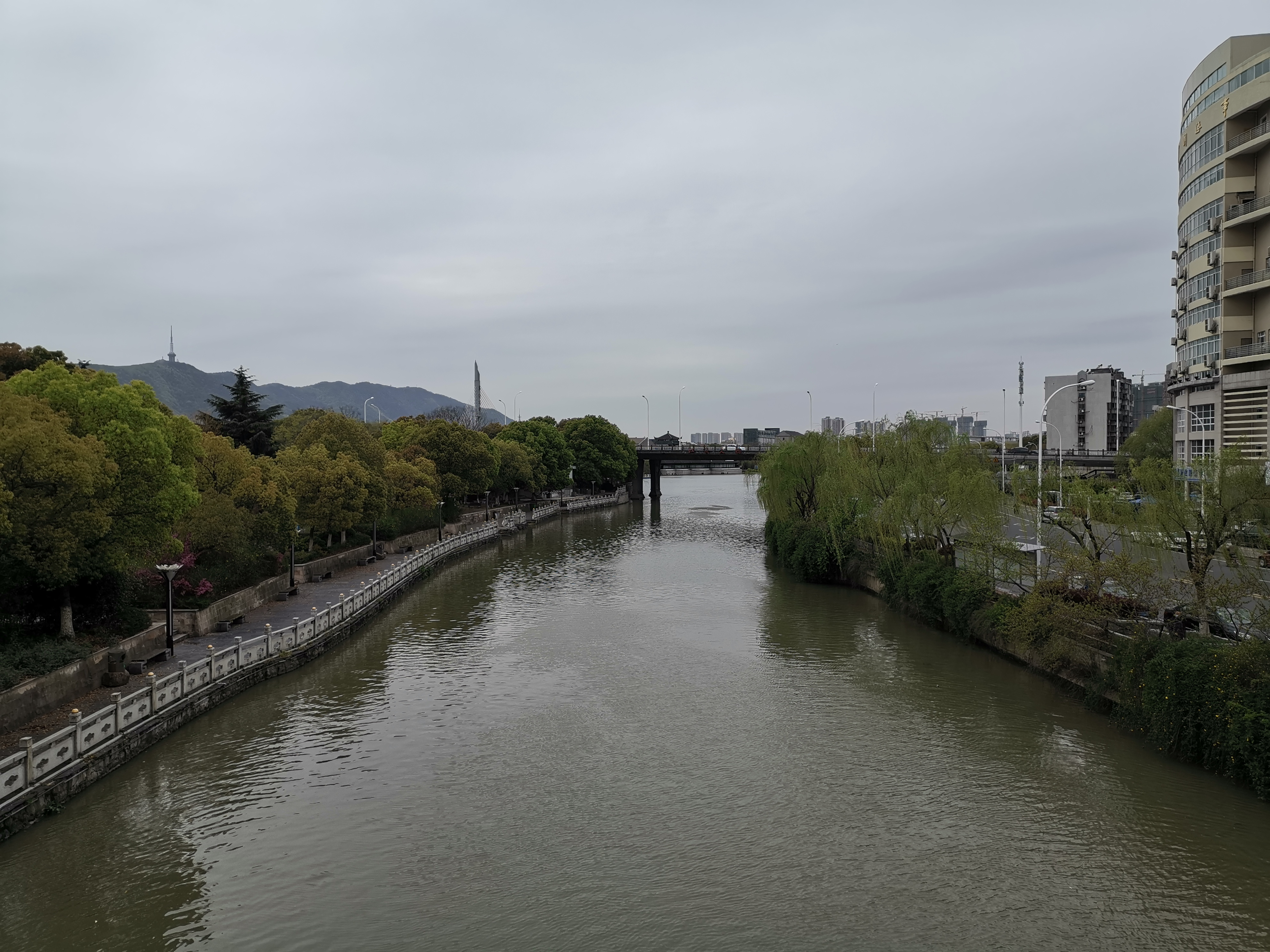
从环秀桥看江尖大桥

江尖大桥，位于中华人民共和国江苏省无锡市梁溪区江尖渚口，是一架跨京杭大运河支流古运河的桥梁。

## 特点
江尖大桥位于京杭大运河与锡北运河的交汇处江尖渚口，大桥南北跨向，南端与春申南路相接，北端与春申北路相连，一桥跨两河（京杭大运河、锡北运河），全桥长428.24米。越江尖公园。1996年3月24日，无锡市政建设工程总公司进场施工，同年12月25日建成通车。工程预算造价3636.63万元人民币。桥面施工采用预应力连续空心梁技术。